# Jos Verstappen
Johannes Franciscus Verstappen (Montfort, Países Bajos; 4 de marzo de 1972), más conocido como Jos Verstappen, es un piloto neerlandés de automovilismo. Desde 2022 compite en la categoría de rally con Skoda, llegando a correr en alguna prueba del Campeonato Mundial de Rally. Participó en 107 grandes premios de Fórmula 1, debutando el 27 de marzo de 1994 en el Gran Premio de Brasil. Consiguió un total de 17 puntos en toda su carrera, además de dos podios en su primera temporada.
Su hijo Max Verstappen es piloto de Fórmula 1, siendo cuatro veces campeón del mundo de la categoría en 2021, 2022, 2023 y 2024.

## Trayectoria

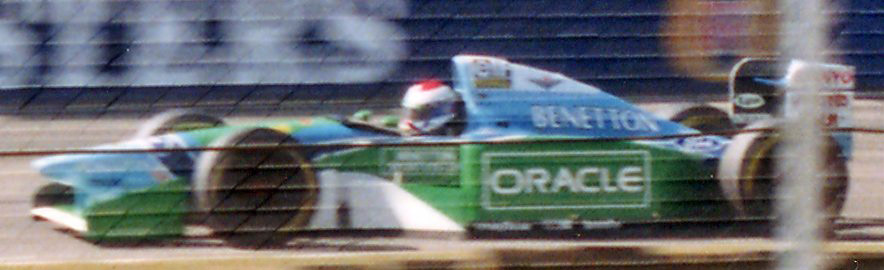
Jos Verstappen en la Benetton Formula 1994.

Verstappen comenzó en el karting a los 8 años y se convirtió en campeón junior de los Países Bajos en 1984. Durante los años siguientes, mantuvo su buena racha y ganó dos títulos europeos y varias pruebas internacionales en 1989. En 1991, cambió de categoría y compitió en la Fórmula Opel Lotus. Tras ganar el campeonato de Europa, recibió una oferta para pasar al Campeonato de Alemania de Fórmula 3 el cual ganó en 1993 junto con el Masters de Fórmula 3.
En 1994 fue contratado por la escudería Benetton como piloto de pruebas, pero un accidente de J.J. Lehto, que se rompió una vértebra del cuello, le llevó a la titularidad, junto a Michael Schumacher. Durante esta temporada, Verstappen consiguió subir al podio del Gran Premio de Hungría y del Gran Premio de Bélgica como tercer clasificado. En las últimas carreras fue reemplazado por Johnny Herbert.
En 1995 fue traspasado al equipo Simtek, aunque este entró en bancarrota tras el Gran Premio de Mónaco, por lo que pasó a ser piloto de pruebas de Benetton y Ligier.
En 1996 pasó al equipo Arrows, donde solo consiguió un punto. En el Gran Premio de Bélgica sufrió un grave accidente que le produjo lesiones en el cuello, que no fueron graves.
En 1997 compitió en el equipo Tyrrell, sin llegar a puntuar. A principios de 1998 volvió a ser piloto de pruebas de Benetton, pero la relación no salió adelante. En las últimas carreras de esta temporada fue contratado por la escudería Stewart posterior Jaguar.
En 1999 formó parte del proyecto de Honda para formar un nuevo equipo de Fórmula 1. Sin embargo, poco después del fallecimiento del director del proyecto, Harvey Postlethwaite, Honda decidió no seguir adelante con el mismo y solo ser proveedor de motores.
Para la temporada 2000, el neerlandés regresó a Arrows, donde formó pareja con el español Pedro de la Rosa. A pesar de contar con un coche rápido, este era en extremo poco fiable, obteniendo solamente cinco puntos para el campeonato.
Continuó con Arrows en 2001, siendo recordado por verse involucrado en un grave accidente con el piloto colombiano Juan Pablo Montoya, ya que cuando el colombiano iba primero en el GP de Brasil a mitad de carrera, y Jos iba último en la prueba embistió por detrás al piloto cafetero quitándole la oportunidad de una victoria para el equipo Williams Racing y la primera del colombiano en F1. Ese año solo obtuvo un punto, en el Gran Premio de Austria, terminando en el decimoctavo lugar del campeonato.
En 2003 volvió a Fórmula 1, y fichó por el equipo Minardi. Dentro de las limitaciones de sus monoplazas, Verstappen consiguió varias buenas actuaciones, aunque no renovó con la escudería italiana.
Tras dos años en el dique seco, Verstappen volvió a la competición en 2005, con el equipo neerlandés de la A1GP.

## Resultados

### Fórmula 1
(Clave) (negrita indica pole position) (cursiva indica vuelta rápida)

| Año     | Escudería                 | 1       | 2       | 3       | 4       | 5       | 6       | 7       | 8       | 9       | 10      | 11      | 12      | 13      | 14      | 15      | 16      | 17     | Pos. | Puntos |
| ------- | ------------------------- | ------- | ------- | ------- | ------- | ------- | ------- | ------- | ------- | ------- | ------- | ------- | ------- | ------- | ------- | ------- | ------- | ------ | ---- | ------ |
| 1994    | Mild Seven Benetton Ford  | BRA Ret | PAC Ret | SMR     | MON     | ESP     | CAN     | FRA Ret | GBR 8   | GER Ret | HUN 3   | BEL 3   | ITA Ret | POR 5   | EUR Ret | JPN     | AUS     |        | 10.º | 10     |
| 1995    | MTV Simtek Ford           | BRA Ret | ARG Ret | SMR Ret | ESP 12  | MON DNS | CAN     | FRA     | GBR     | GER     | HUN     | BEL     | ITA     | POR     | EUR     | PAC     | JPN     | AUS    | NC   | 0      |
| 1996    | Footwork Hart             | AUS Ret | BRA Ret | ARG 6   | EUR Ret | SMR Ret | MON Ret | ESP Ret | CAN Ret | FRA Ret | GBR 10  | GER Ret | HUN Ret | BEL Ret | ITA 8   | POR Ret | JPN 11  |        | 16.º | 1      |
| 1997    | Tyrrell                   | AUS Ret | BRA 15  | ARG Ret | SMR 10  | MON 8   | ESP 11  | CAN Ret | FRA Ret | GBR Ret | GER 10  | HUN Ret | BEL Ret | ITA Ret | AUT 12  | LUX Ret | JPN 13  | EUR 16 | NC   | 0      |
| 1998    | Stewart Ford              | AUS     | BRA     | ARG     | SMR     | ESP     | MON     | CAN     | FRA 12  | GBR Ret | AUT Ret | GER Ret | HUN 13  | BEL Ret | ITA Ret | LUX 13  | JPN Ret |        | NC   | 0      |
| 2000    | Arrows F1 Team            | AUS Ret | BRA 7   | SMR 14  | GBR Ret | ESP Ret | EUR Ret | MON Ret | CAN 5   | FRA Ret | AUT Ret | GER Ret | HUN 13  | BEL 15  | ITA 4   | USA Ret | JPN Ret | MYS 10 | 12.º | 5      |
| 2001    | Orange Arrows Asiatech    | AUS 10  | MYS 7   | BRA Ret | SMR Ret | ESP 12  | AUT 6   | MON 8   | CAN 10† | EUR Ret | FRA 13  | GBR 10  | GER 9   | HUN 12  | BEL 10  | ITA Ret | USA Ret | JPN 15 | 18.º | 1      |
| 2003    | European Minardi Cosworth | AUS 11  | MYS 13  | BRA Ret | SMR Ret | ESP 12  | AUT Ret |         |         |         |         |         |         |         |         |         |         |        | 22.º | 0      |
| 2003    | Trust Minardi Cosworth    |         |         |         |         |         |         | MON Ret | CAN 9   | EUR 14  | FRA 16  | GBR 15  | GER Ret | HUN 12  | ITA Ret | USA 10  | JPN 16  |        | 22.º | 0      |
| Fuente: |                           |         |         |         |         |         |         |         |         |         |         |         |         |         |         |         |         |        |      |        |

### Campeonato Mundial de Rally
| Año  | Escudería      | Automóvil         | 1   | 2   | 3   | 4   | 5   | 6   | 7   | 8   | 9      | 10  | 11  | 12  | 13  | Pos. | Puntos |
| ---- | -------------- | ----------------- | --- | --- | --- | --- | --- | --- | --- | --- | ------ | --- | --- | --- | --- | ---- | ------ |
| 2022 | Jos Verstappen | Citroën C3 Rally2 | MON | SWE | CRO | POR | ITA | SAF | EST | FIN | BEL 60 | GRE | NZL | ESP | JPN | NC   | 0      |